# متال اسلاگ ۶
«متال اسلاگ ۶» (انگلیسی: Metal Slug 6) یک بازی ویدئویی در سبک بازی تیراندازی است که توسط سگا در سال ۲۰۰۶ و در پلت‌فرم پلی‌استیشن ۲ منتشر شده‌ است.